# Trojane
Trojane – wieś w Słowenii, w gminie Lukovica. W 2018 roku liczyła 139 mieszkańców.